# سیارک ۵۵۶۱
سیارک ۵۵۶۱ (به انگلیسی: 5561 Iguchi، نامگذاری:1991QD) پنج هزار و پانصد و شصت و یکمین سیارک کشف شده‌است که در ۱۷ اوت ۱۹۹۱ کشف شد.
قدر مطلق سیارک برابر ۱۳٫۵۰ است.